# Володимир Марчак
Володи́мир Ма́рчак (пол. Włodzímierz Márczak, 31 березня 1922, Пакошівка — 16 жовтня 2016)  — український письменник і поет у Польщі.

## Життєпис
Народився 31 березня 1922 року в с. Пакошівка біля Сяніка в батьків, які пов'язані були родинними вузами з Кучмами (баба була з Кучмів), Косарами.
Вихований овдовілою мамою, був одним з шести дітей, осиротілих після смерті батька в 1928 році. Освіту закінчив в п'ятому класі початкової школи. Брати Станіслав і Леон воювали у вересневій кампанії 1939 року. Брат Євген був в'язнем НКВС виселеним до Сибіру з вироком 25 років табору. Наймолодший брат Йосип член УПА загинув під Львовом в 1951 році в боях з НКВС.
Син Римо-католицької матері і батька — Греко-католика, вже після його смерті був вихований мамою у вірності багатовікових традицій, згідно з якими сини приймали віру батьків, а дочки — матерів. Після закінчення початкової школи в Пакошівці мати спробувала віддати його на навчання до гімназії в Сяніку. І хоча тестування в гімназії малий Володимир пройшов на «відмінно», подальше навчання в гімназії в Сяніку було пов'язане з передачею метрики до Римо-католицького костелу. На що мати, Римо-католичка, не дала згоди, сказавши: «Як я поясню своєму покійному чоловіку, там, на небесах, що я віддала метрику сина в костел?»

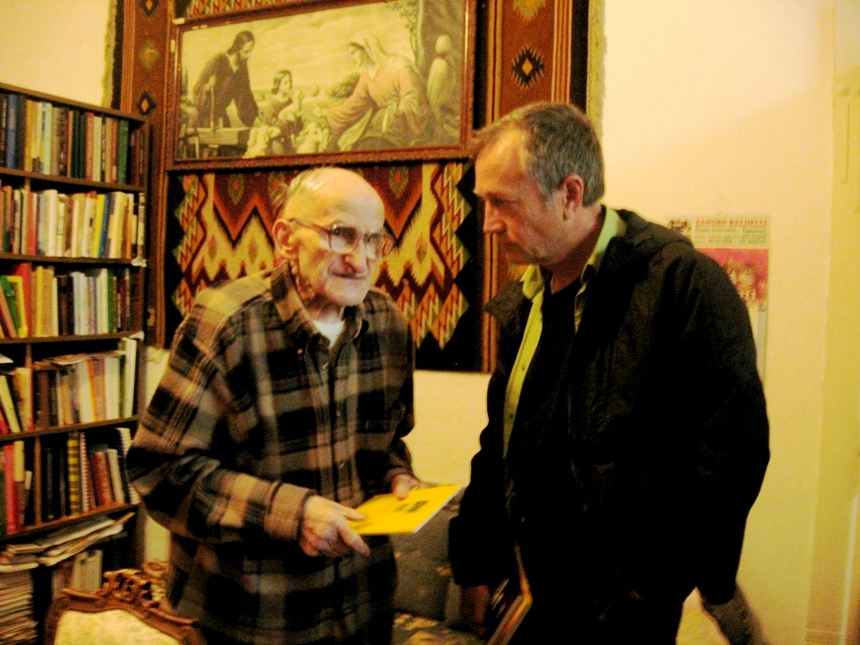
Володимир Марчак. 28 червня 2011.

Невдовзі світ поринув у вир Другої світової війни і затягнув у цьому вирі долі цілих народів і країн. 23 серпня 1939 року в Москві СРСР підписує з Німеччиною договір про ненапад. В секретному додатковому протоколі передбачався розподіл сфер інтересів у Східній Європі, включно з прибалтійськими державами і Польщею.
І в вересні 1939 року фашистська Німеччина спільно з СРСР нападом на Польщу розв'язали Другу світову війну. Відповідно до таємної угоди з Німеччиною СРСР окупував східні області Польщі (землі Західної України та Західної Білорусі).
28 вересня німці увійшли до Варшави. Цього ж дня в Москві підписано Договір про дружбу та кордони між СРСР та Німеччиною, який встановив лінію розмежування між німецькими і радянськими військами на території колишньої Польщі приблизно по «лінії Керзона».
Володимир Марчак під час війни був змушений служити в німецькому вермахті по грудень 1941 року.
Осуджений радянськими карними органами і відбував покарання таборах у на Кавказі в 1944—1951 роках, потім знову ув'язнений і відбував ув'язнення в мордовських таборах до 1953 року.
В той же час одвічне автохонне українське населення перебувало під постійною небезпекою нападу з боку польських партизанів з АК і БХ, з різних банд, а також Цивільної міліції та НКВД, які взаємно доповнювали одне одного у грабежах і вбивствах беззахисних людей. На початку 1945 року на Надсянні й у всьому Перемишльському не було жодної сотні УПА, діяли лише Кущова Самооборона, боївки Служби Безпеки і люди з цивільної мережі. Вони не були спроможні чинити опір польським силам.

## Церковно-релігійна діяльність
Під час Другої світової війни був арештований як український націоналіст, в 1956 р. вийшов на волю.
У березні 1946 року радянська влада ліквідувала на своїй території структури греко-католицької церкви. Подібне рішення було прийнято і на польському боці кордону.
І вже, повернувшись з неволі, Володимир Марчак, після невдалої спроби відродження греко-католицької парафії в Сяніку, бажаючи залишитися вірним східному обряду, пов'язав свою релігійну діяльність з православною церквою, донині служить дяком.
Все своє життя пояснює причини цього рішення, стверджуючи, що не зрадив греко-католицькій вірі, вірі батьків.
Брав участь у відновленні сяніцької української православної церкви, а також став активним діячем Українського Суспільно-Культорного Товариства.

## Творча діяльність
Автор тритомного циклу оповідань «Українець в Польщі», побудованих на власних спостереженнях і пережиттях проблемної і трагічної долі Галичини в міжвоєнний (Першої і Другої світових воєн) і післявоєнний період. Описує щоденне життя родинного села Пакошівки і загалом всього багатокультурного Прикарпаття.